# Cengiz Ünder
Cengiz Ünder (Balikesir, 1997. június 17. –) török válogatott labdarúgó, a Fenerbahçe játékosa.

## Pályafutása

### Klubcsapatokban
Profi labdarúgó pályafutását az Altınordu csapatában kezdte, majd 2016-ban az İstanbul Başakşehir csapatához igazolt. A Başakşehirben eltöltött szezonjában Ünder a liga egyik legjobb játékosává vált és első élvonalbeli idényében 32 mérkőzésen 7 gólt ért el. 2017. július 14-én ötéves szerződést írt alá az olasz AS Roma csapatával, a fővárosiak 13,4 millió eurót fizettek érte. Első gólját 2018. február 4-én szerezte a Seria A-ban a Hellas Verona elleni bajnokin. Még ugyanebben a hónapban bemutatkozott a Bajnokok Ligájában, ahol a Sahtar Doneck elleni nyolcaddöntős párharc során a sorozatban legfiatalabb gólt szerző török labdarúgója lett.
A 2020-2021-es szezonra az angol Premier League-ben szereplő Leicester City vette kölcsön.

### A válogatottban
Ünder végigjárta a török korosztályos válogatottakat, 2016 novemberében pedig bemutatkozhatott a török felnőtt válogatottban is Koszovó ellen. 2017 márciusában második fellépésén megszerezte első gólját is címeres mezben a Moldova elleni találkozón.

## Sikerei, díjai
Altınordu II
- Török harmadosztályú bajnok: 2013-2014

 Istanbul Başakşehir
- Török bajnoki ezüstérmes: 2016-2017
- Török kupa-döntős: 2017

 Leicester City
- Angol kupa: 2020–21